# Нікольське (Большеколпанське сільське поселення)
Нікольське (рос. Никольское) — село у Гатчинському районі Ленінградської області Російської Федерації.
Населення становить 1592 особи. Належить до муніципального утворення Большеколпанське сільське поселення.

## Географія
Населений пункт розташований на південній околиці міста Санкт-Петербурга.

## Історія
Згідно із законом від 16 грудня 2004 року № 113—оз належить до муніципального утворення Большеколпанське сільське поселення.

## Населення
| 1838  | 1862  | 1885  | 1897  | 1928  | 1958  | 1997  |
| ----- | ----- | ----- | ----- | ----- | ----- | ----- |
| 787   | ↘645  | ↘590  | ↗626  | ↗666  | ↗1021 | ↗3344 |
| 2002  | 2007  | 2010  | 2011  | 2012  | 2017  |       |
| ↘2585 | ↗2916 | ↘2913 | ↘2879 | ↗2882 | ↘1592 |       |